# 77P/Longmore
La comète Longmore, officiellement 77P/Longmore, est une comète périodique du système solaire, découverte le 10 juin 1975 par Andrew Jonathan Longmore à l'observatoire de Siding Spring en Australie.